# 沃伊泰克·沃尔斯基
沃伊泰克·沃尔斯基（波蘭語：Wojtek Wolski，1986年2月24日—），加拿大男子冰球运动员，场上位置是前锋。他曾代表加拿大国家队参加2018年冬季奥林匹克运动会冰球比赛，获得一枚铜牌。